# دلفین پهلوسفید آرام
دلفین پهلوسفید آرام گونه‌ای دلفین بسیار پر جنب و جوش است که در آب‌های خنک و معتدل شمال اقیانوس آرام زندگی می‌کند.

## رده‌بندی
دلفین پهلوسفید اطلس توسط تئودور گیل در سال ۱۸۶۵ نام‌گذاری شد. این دلفین همانندی ریخت‌شناسانه با دلفین سربی، که در اقیانوس آرام جنوبی زندگی می‌کند، دارد. بررسی ژنتیکی توسط فرانک سیپریانو نشان می‌دهد که این دو گونه در حدود دو میلیون سال پیش از هم جدا شدند.
با آنکه هر دو این گونه‌ها به صورت سنتی عضو سرده پهلوسفیدها در نظر گرفته می‌شوند، سامانه‌شناسی ملکولی نشان می‌دهد که آن‌ها بیشتر نزدیک به سرده سیاه‌سفیدها هستند. به همین دلیل نام سرده جدیدی برای این آب‌بازان پیشنهاد شده‌است.

## توصیف ظاهری

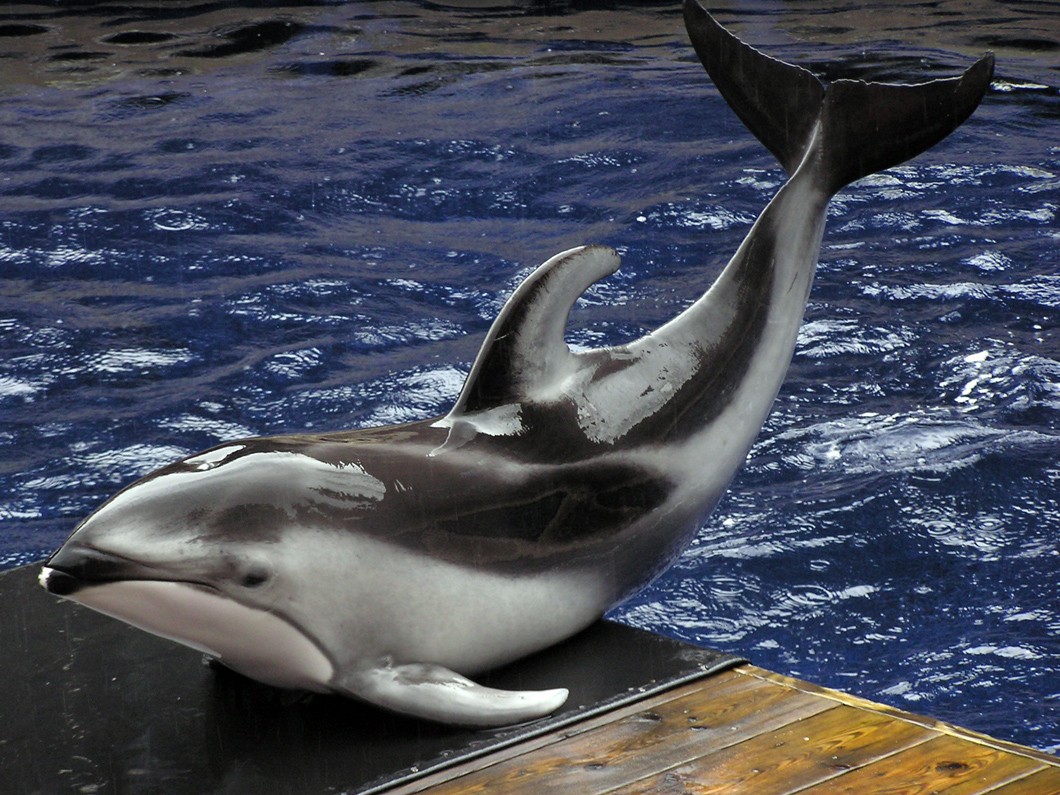
یک دلفین پهلوسفید آرام در آکواریوم شهر ونکوور.

بدن دلفین پهلوسفید آرام سه رنگ دارد. چانه و گلو و شکم به رنگ سفید شیری هستند. نوک و باله‌های کناری و پشت و باله پشتی به رنگ خاکستری تیره‌اند. الگوهای خاکستری ملایم و کوچکی روی پلوها وجود دارند و خطی به رنگ خاکستری ملایم از بالای چشم تا زیر باله پشتی کشیده می‌شود. حلقه تاریکی دور چشم‌ها را می‌پوشاند.
این جانور از دلفین‌های اقیانوسی با جثه متوسط به‌شمار می‌رود. ماده‌ها دارای طول میانگینی برابر ۲٫۳ متر و وزنی برابر ۱۵۰ کیلوگرم هستند. این مقادیر برای نرها ۲٫۵ متر طول و ۲۰۰ کیلوگرم وزن هستند. دلفین‌های پهلوسفید آرام جثه بزرگتری نسبت به دلفین‌های سربی دارند. ماده‌ها در ۷ سالگی به بلوغ جنسی می‌رسند. مدت زمان بارداری یک سال است. این دلفین‌ها تا ۴۰ سالگی به زندگی ادامه می‌دهند.
دلفین پهلوسفید آرام بسیار فعال است و با بسیاری از دیگر آب‌بازسانان شمال اقیانوس آرام در هم می‌آمیزد. این دلفین به پرش و بازی بر موج‌های قایق‌ها و کشتی‌ها علاقه بسیار دارد. گروه‌های پرتعداد با میانگین ۹۰ عضو در میان این گونه معمول هستند و بعضی ابرگروه‌ها دارای بیش از ۳۰۰ عضو هستند. غذای این دلفین را موتوماهیان، ماهی مرکب، شاه‌ماهی، آزادماهی تشکیل می‌دهند. میانگین تعداد دندان‌های آن‌ها ۶۰ عدد است.

## گستره

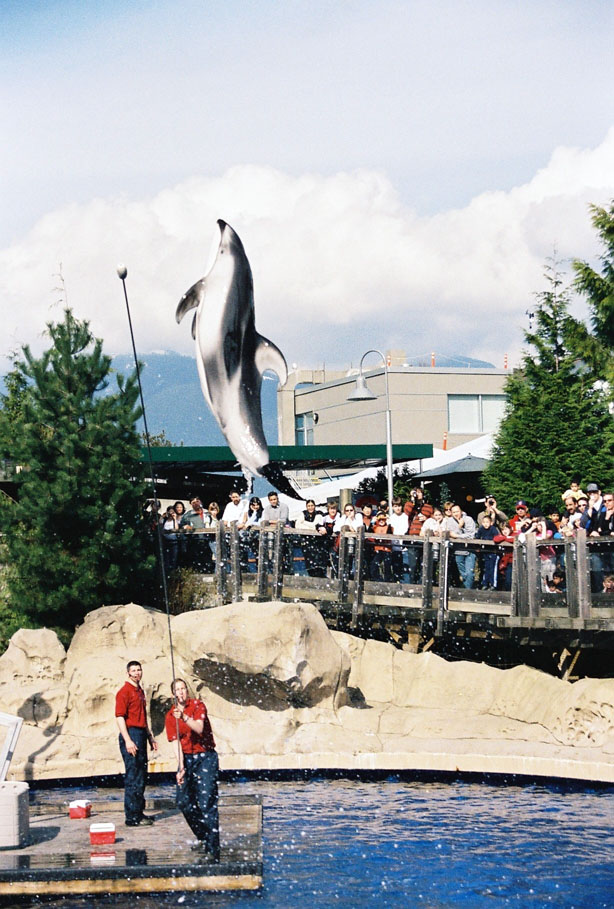
دلفین پهلوسفید آرامی در حال پرش با ارتفاع بلند در آکواریوم شهر ونکوور.

گستره دلفین پهلوسفید آرام آب‌های خنک و معتدل شمال اقیانوس آرام است. مشاهده این دلفین از سوی غرب از دریای جنوبی چین و شبه‌جزیره باخا کالیفرنیا در سوی شرق فراتر نرفته‌است. بعضی جمعیت‌های این دلفین در دریای ژاپن و دریای اختسک نیز دیده می‌شوند. در محدوده شمالی، بعضی از آن‌ها در دریای برینگ نیز زندگی می‌کنند. این دلفین‌ها آب‌های ژرف دور از کرانه را ترجیح می‌دهند.
جمعیت جهانی این گونه تا نزدیک ۱ میلیون نیز تخمین زده شده‌است. با این حال به دلیل عادت این جانور به نزدیک شدن به کشتی‌ها، تخمین تعداد آن‌ها از راه نمونه‌گیری مشکل است.
دلفین‌های پهلوسفید آرام به خوبی با محیط اسارت خو می‌گیرند. نزدیک به ۵۰ عدد از این دلفین‌ها در آکواریوم‌های آمریکای شمالی و ژاپن نگه داشته می‌شوند.

## یادداشت
1. ↑  Lagenorhynchus
2. ↑  Cephalorhynchus
3. ↑  Sagmatias